# آلان مينتر
آلان مينتر (بالإنجليزية: Alan Minter)‏ مواليد 17 أغسطس 1951 في كرولي، هو ملاكم إنجليزي يصنف ضمن فئة الوزن المتوسط. شارك في دورة الألعاب الأولمبية الصيفية.

## إحصائيات
خاض خلال مسيرته 49 نزالا، فاز في 39 وتعادل في 0 وخسر في 9. فاز بالضربة القاضية في 23 نزالا.

## الميداليات
| الميدالية | المسابقة                       |
| --------- | ------------------------------ |
| برونزية   | الألعاب الأولمبية الصيفية 1972 |

## روابط خارجية
- آلان مينتر على موقع بوكس ريك (الإنجليزية) (registration required)
- آلان مينتر على موقع اللجنة الأولمبية الدولية (الإنجليزية)
- آلان مينتر على موقع أوليمبيديا (الإنجليزية)
- آلان مينتر على موقع اللجنة الأولمبية البريطانية (الإنجليزية)